# Federico Laurito
Federico Raúl Laurito (Rosario, 18 maggio 1990) è un ex calciatore argentino con passaporto italiano, di ruolo attaccante.

## Carriera
Cresciuto nelle file della squadra argentina del Newell's Old Boys, disputa nell'ottobre del 2005 il campionato sudamericano Under-15 in Bolivia. L'Argentina arriva seconda, sconfitta 6-2 in finale dai pari età del Brasile, e Laurito si infortuna nel corso della prima partita contro il Paraguay.
Nell'estate del 2006 sbarca in Italia, acquistato dell'Udinese ed inserito nella rosa della squadra Primavera. Vince il titolo di capocannoniere del Campionato Primavera nella stagione 2007-2008.
Il 17 luglio 2008 è stato ceduto in prestito per un anno al Livorno ed ha debuttato nel campionato italiano di Serie B il 12 ottobre 2008, nella partita Livorno-Frosinone, conclusasi 5-2 per i labronici.
Il 31 gennaio 2009 passa in prestito al Venezia. e nell'estate 2009 viene ceduto ancora in prestito all'Huracán.
Il 31 gennaio 2011 passa in prestito con diritto di riscatto della metà all'Empoli, ma a fine stagione non viene riscattato e torna ad Udine.
Il 28 luglio 2011 viene trasferito in prestito al Deportivo Cuenca, in Ecuador, Primera Categoría Serie A.
Il 6 luglio 2018 ha firmato per l'América de Quito, dopo una breve esperienza con l'Aucas.